# Bundesstraße 250
Pour les articles homonymes, voir Route 250.
Bundesstraße 250 est le nom de deux routes en Allemagne.
Le fait qu'il existe deux Bundesstraße 250 est une curiosité politique née de la frontière interallemande. C'est l'une des rares Bundesstraße dont le numéro est attribué plusieurs fois. Lors de la division de la Reichstrasse de 1932, la route de Wanfried à Creuzburg reçoit le numéro 250. Cependant, comme elle ne fait que 17 kilomètres de long et est également coupée par la frontière intérieure de l'Allemagne en 1945, l'administration de la RDA décide de fermer la Fernverkehrsstraße, qui est complètement dans la zone frontalière et ne peut donc pas être utilisée sans autorisation. La même année, Nebra-sur-Unstrut devient le chef-lieu d'arrondissement. En RDA, on souhaite que chaque ville d'arrondissement soit accessible par au moins une Fernverkehrsstraße. Nebra n'en disposant pas encore, on décide de relever la route de Querfurt au nord à Eckartsberga au sud en Fernverkehrsstraße. C'est ainsi que la seule F 250 d'alors est établie en RDA. Après la réunification en 1990, l'ancienne route numéro 250 est revitalisée en B 250 dans le cadre des mesures d'amélioration des infrastructures dans l'ancienne zone frontalière. D'autre part, la route de Querfurt à Eckartsberga reste avec la désignation B 250 et il existe aujourd'hui deux Bundesstraße avec le numéro 250 en Allemagne.

## B 250  (Wanfried–Treffurt–Creuzburg)
La Bundesstraße 250 est une route de 17 km entre l'est de la Hesse et l'ouest de la Thuringe.
Elle part de Wanfried vers la vallée de la Werra jusqu'à Treffurt. 
Entre 1952 et 1990, la Bundesstraße 250 est interrompue à la frontière interallemande ; il n'y a pas de passage de la frontière. Elle se termine au croisement avec la B 7 à Creuzburg. L'importance du trafic de cette courte route fédérale est plutôt faible.

## B 250 (Querfurt–Nebra–Bad Bibra–Eckartsberga)
La Bundesstraße 250 est une route de 38 km dans le sud-ouest de la Saxe-Anhalt.
Elle commence au sud de Querfurt après un contournement en 2006. Elle va dans la vallée de l'Unstrut jusqu'à Nebra et revient jusqu'au parc naturel de Saale-Unstrut-Triasland et traverse Bad Bibra.

## Source
- (de) Cet article est partiellement ou en totalité issu de l’article de Wikipédia en allemand intitulé « Bundesstraße 249 » (voir la liste des auteurs).

1. ↑  (de) « Die Bundes- und Reichsstraßen in Deutschland - Nr. 166 bis 327 » [archive du 18 février 2009], sur home.arcor.de (consulté le 16 juillet 2025)